# Haliotis roei
Haliotis roei (em inglês Roe's abalone) é uma espécie de molusco gastrópode marinho pertencente à família Haliotidae. Foi classificada por Gray, em 1826. É nativa do sudeste do oceano Índico, em águas rasas do sudoeste e sul da Austrália.

## Descrição da concha
Haliotis roei apresenta concha oval e funda, com lábio externo encurvado e com visíveis e rugosos sulcos espirais em sua superfície, atravessados por estrias de crescimento. Chegam até 12 centímetros e são de coloração laranja a marrom-avermelhada, com estrias radiais de coloração creme ou acinzentada. Os furos abertos na concha, geralmente em número de 7 a 9, são circulares e pouco elevados. Região interna madreperolada, iridescente, apresentando o relevo da face externa visível.

## Distribuição geográfica
Haliotis roei ocorre em águas rasas, da zona entremarés até a zona nerítica, entre as fendas das rochas expostas ao mar do sudeste do oceano Índico, em águas rasas do sudoeste e sul da Austrália (península de Yorke, baía Shark, Fremantle, Vitória).

## Pesca e conservação
Segundo a Abalone Industry Association of Western Australia, esta é uma das três espécies de abalones comercialmente pescadas no sudoeste da Austrália, juntamente com Haliotis laevigata (greenlip abalone) e Haliotis rubra, subespécie conicopora (brownlip abalone). Sua pesca está em um sistema de quotas estabelecidas pelo Departamento de Pesca australiano, em uma base anual para cada área e atribuído aos titulares da licença, sendo atualmente possível pescar até 71 toneladas por ano.